# Högberga station
Högberga är en av Lidingöbanans stationer belägen vid Gåshagaledens början i bostadsområdet Högberga i kommundelen Brevik i Lidingö kommun.

## Beskrivning

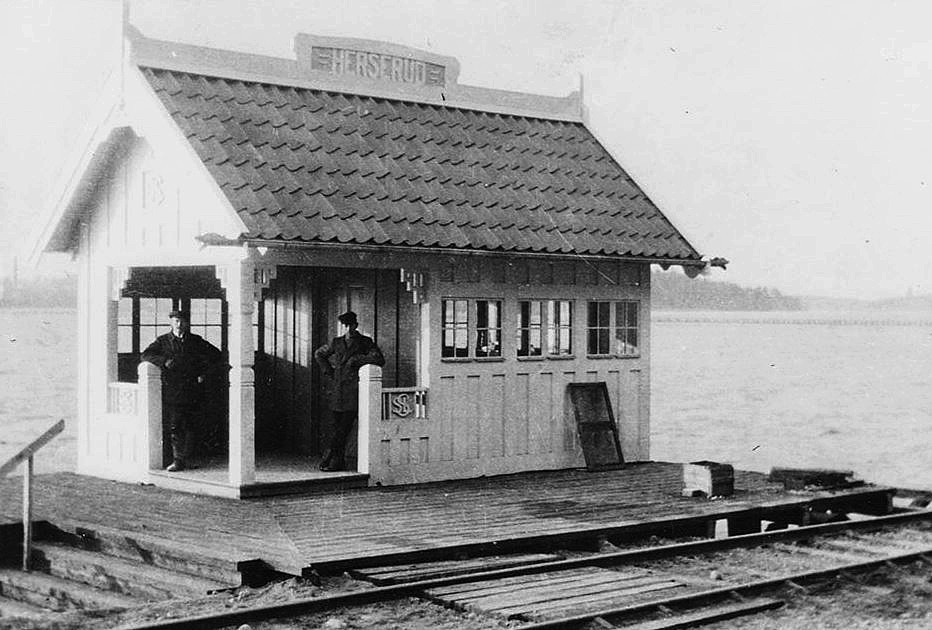
Stationshuset på våren 1914 då det stod vid ångfärjeläget i Herserud.

Station Högberga har sitt namn efter bostadsområdet Högberga som i sin tur är uppkallat efter konstsamlaren Klas Fåhraeus påkostade  Högberga gård som uppfördes under åren 1909–1911. En hållplats i Högberga anlades i samband med förlängningen av Södra Lidingöbanans spår österut till Brevik som invigdes den 7 juli 1914. 
Även Högberga fick en av Södra Lidingöbanans välkända väntkurer. Förebilden var Djursholmsbanans små paviljonger som hade ritats av arkitekt Sigge Cronstedt. Högbergas stationshus är äldre än själva hållplatsen, det stod ursprungligen vid ångfärjeläget i Herserud och flyttades 1914 till Högberga. 
På ett fotografi, troligen taget på våren 1914, syns det lilla huset i ursprungligt skick som stämmer väl överens med typritningen till Väntpaviljong för Spårvägen Herserud-Skärsätra. Det är gestaltat i nationalromantiskt stil med fornnordiska detaljer som drakhuvuden på hängrännans ändar. Stationsnamnet angavs i form av en åskam på taknocken och på gavlarna och räcker uppsattes banans monogram SSL som står för Stockholms Södra Lidingös järnväg. Någon Pressbyråkiosk, som fanns i många andra stationshus längs Södra Lidingöbanan, hade Högbergas väntkur aldrig.
I samband med flytten gjordes en del förändringar, exempelvis sattes några fönster igen. Ytterligare renoveringar utfördes 1953 och 1996. Vid senaste upprustning av Lidingöbanan 2013–2015 flyttades stationshuset till norra sidan av spåret och hållplatsen fick ny enhetlig skyltning i färgerna grå/vit. Tågen möts i vänstertrafik så att tåg mot Ropsten angör plattformen närmast bebyggelsen i söder. Enligt en kulturhistorisk byggnadsinventering från 2011 klassas Högbergas väntkur som kategori 1 vilket innebär ”stort kulturhistoriskt värde”.

## Kuriosa
I juni 1916 besöktes stationshuset i Högberga av brottslingen Harald Bernhard Bengtsson, i folkmun kallad Bildsköne Bengtsson, som var ut efter telefonautomatens kassa. För att komma åt pengarna tände han en kraftig dynamitladdning inne i stationshuset så ett ena väggen kollapsade. Hans byte var dock torftigt: 1 krona och 20 öre.

## Bilder

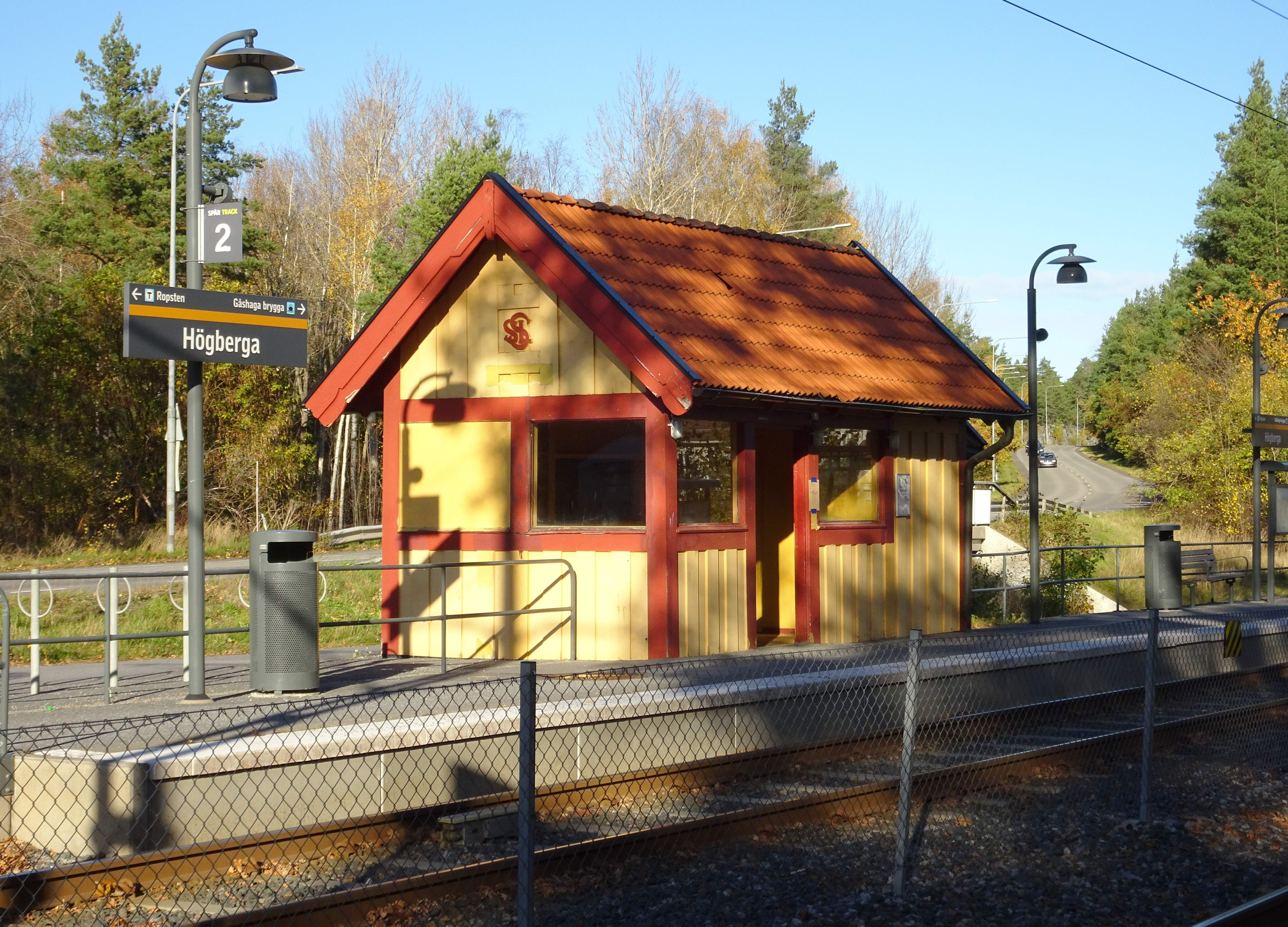
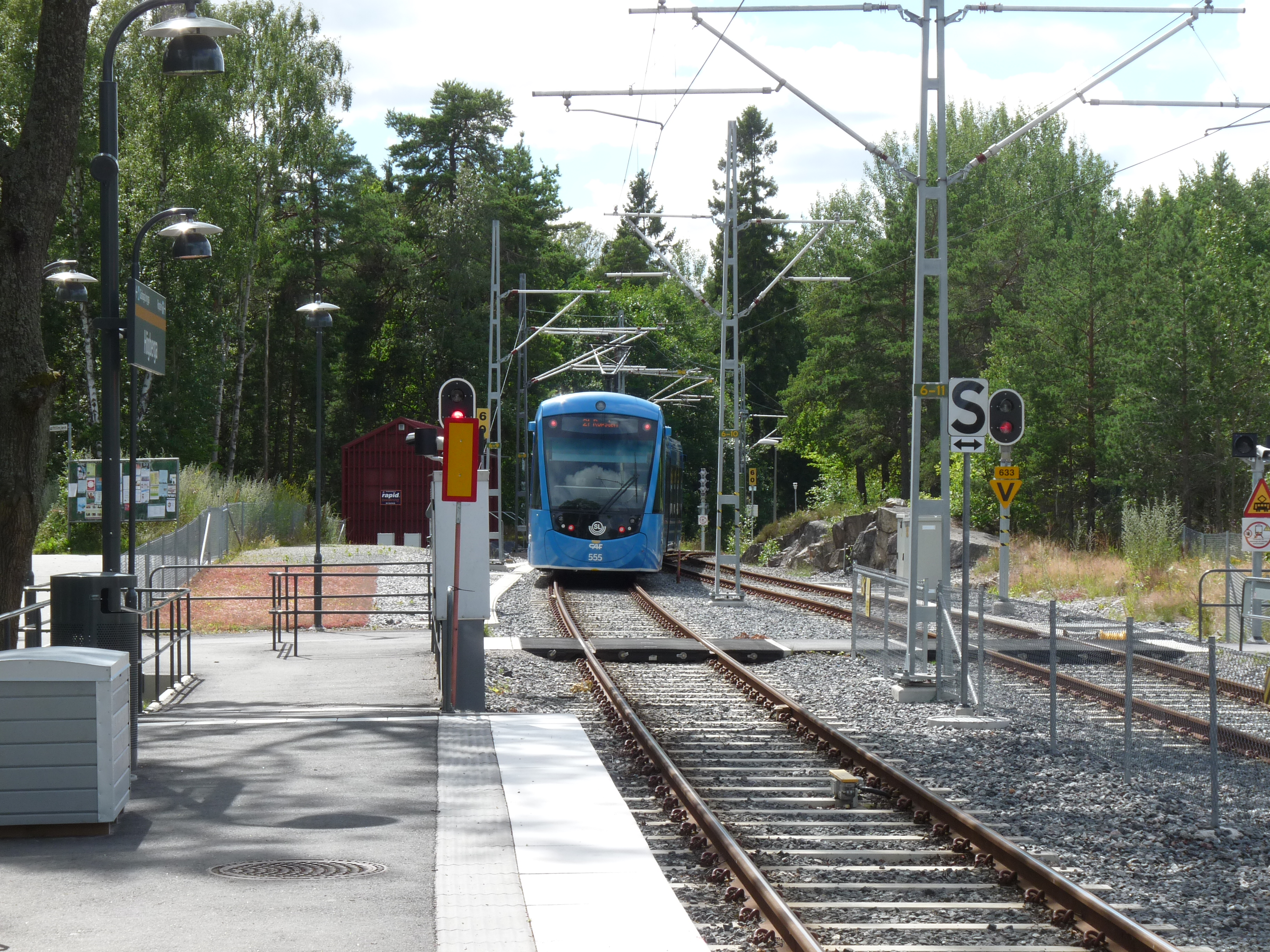
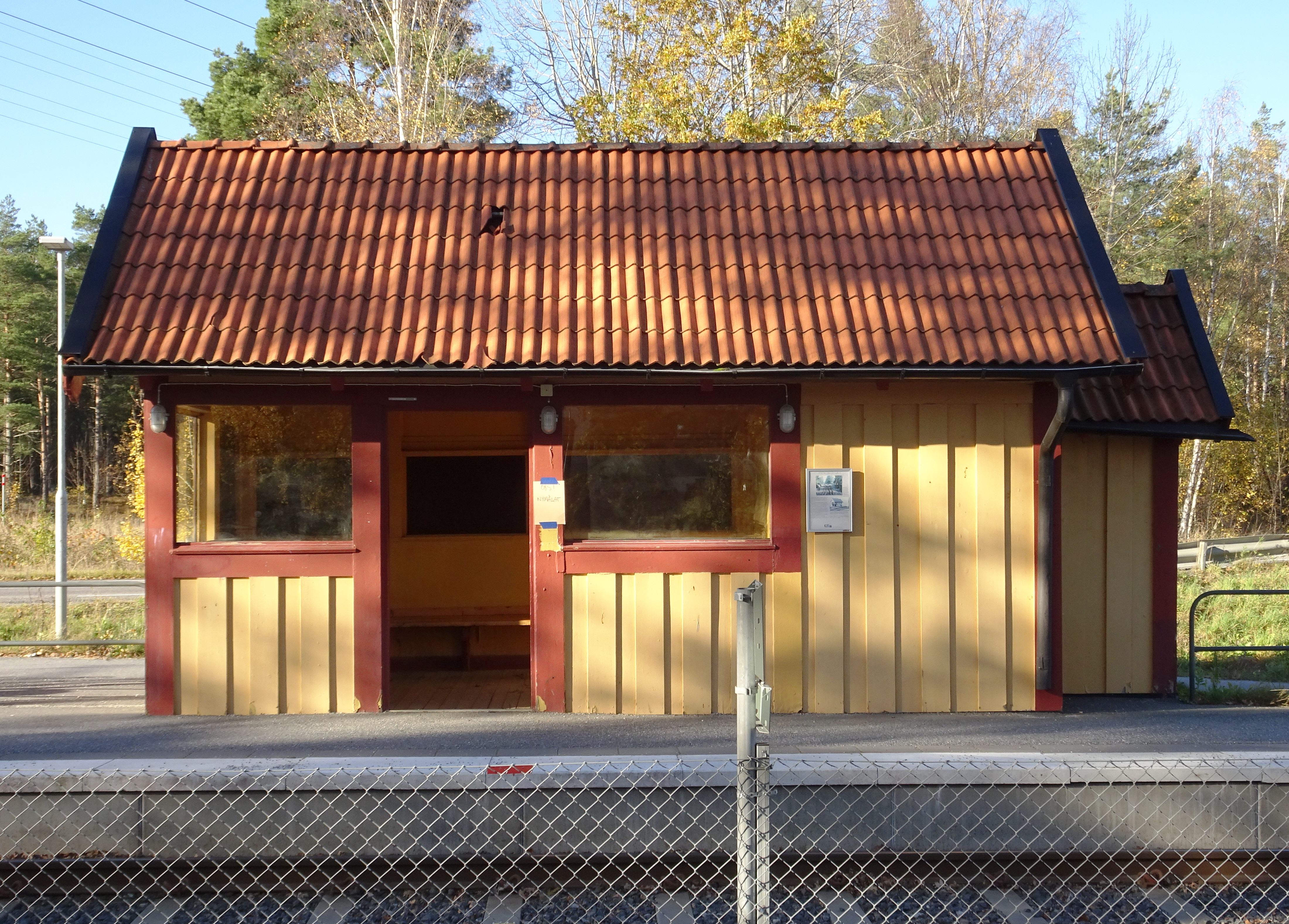
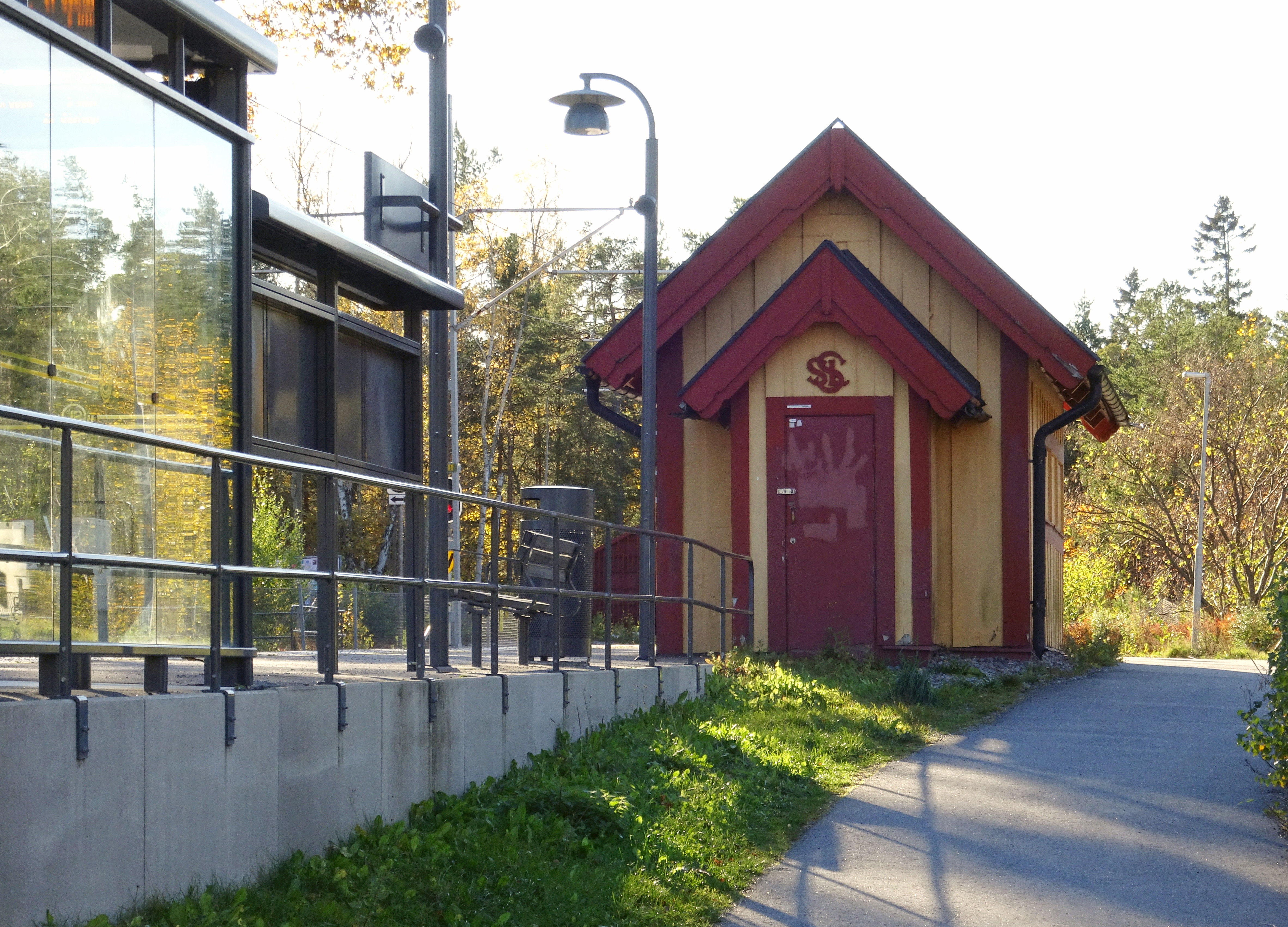